# Témiscouata
Témiscouata es un municipio regional de condado (MRC) de la provincia de Quebec en Canadá. Está ubicado en la región administrativa de Bas-Saint-Laurent. El chef-lieu y municipio más poblado es Témiscouata-sur-le-Lac.

## Geografía

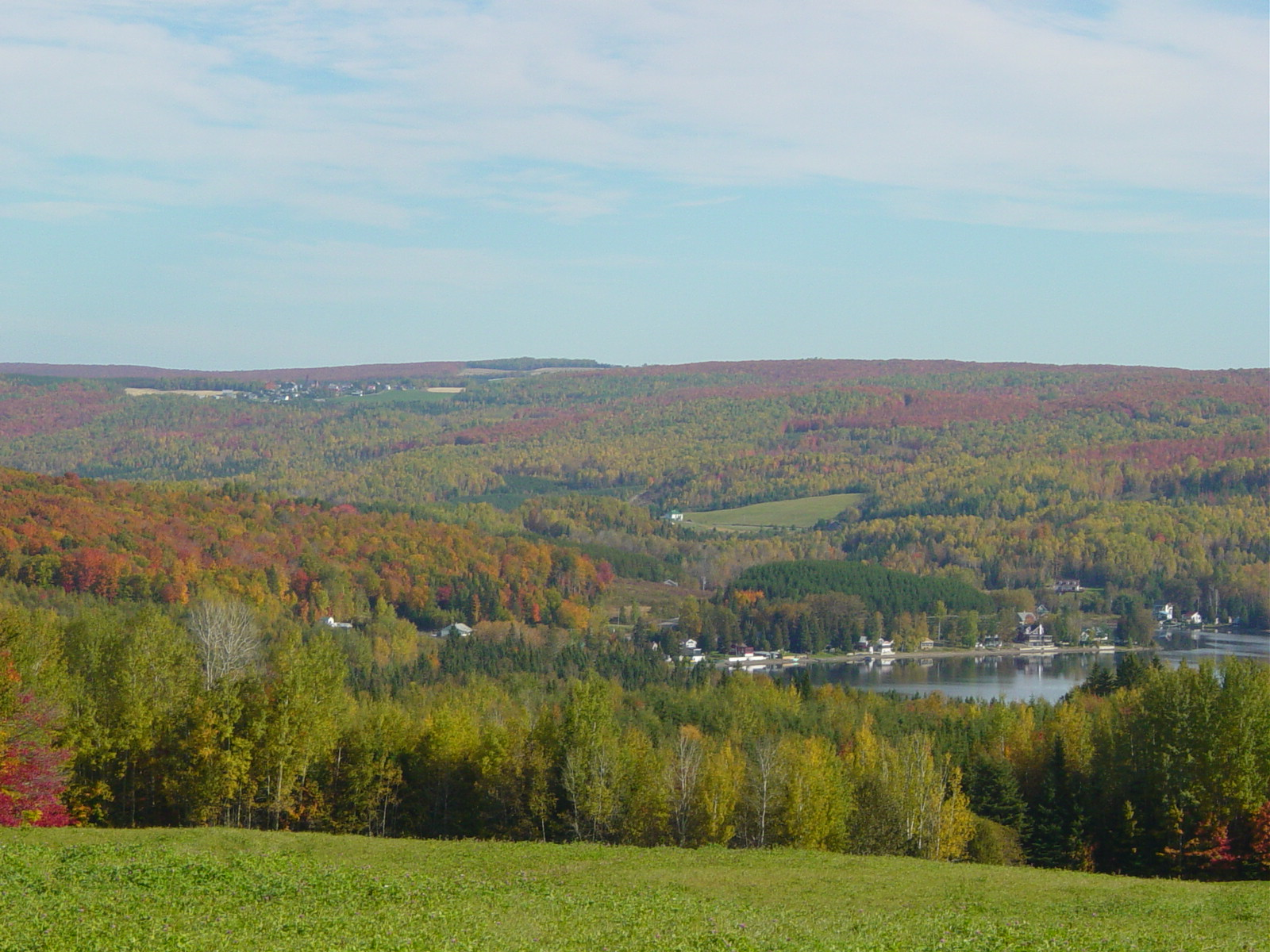
Lejeune.

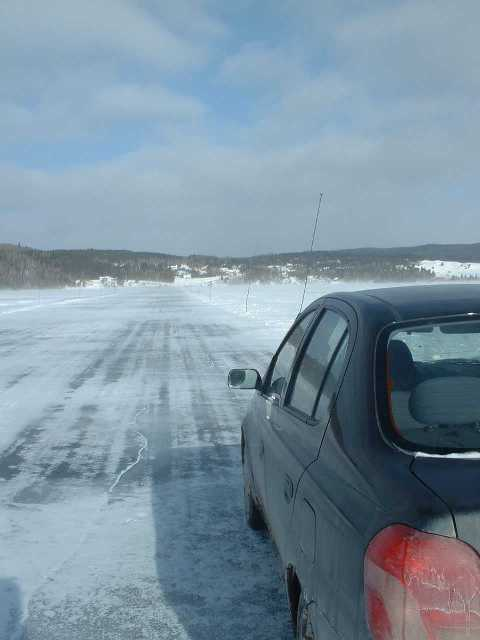
Carretera de hielo sobre el lago Témiscouata en Saint-Juste-du-Lac.

Témiscouata se encuentra al interior de Bas-Saint-Laurent, en la frontera con el estado estadounidense de Maine y la provincia de Nuevo Brunswick. Limita al suroeste con el MRC de Kamouraska, al noreste con los MRC de Rivière-du-Loup y Les Basques, al norte con Rimouski-Neigette y al este y al sur con el condado de Aroostook en Maine. La superficie total es de 4050 km², de los cuales 3899 km² son tierra firme y 151 km² cubiertos por el agua. El territorio se encuentra totalmente en los montes Notre-Dame (Apalaches). Es una región con 867 lagos largos transversales a los Apalaches, principalmente los lagos Témiscouata,  Pohénégamook, Touladi, Long, Jerry y Squatec.

## Urbanismo

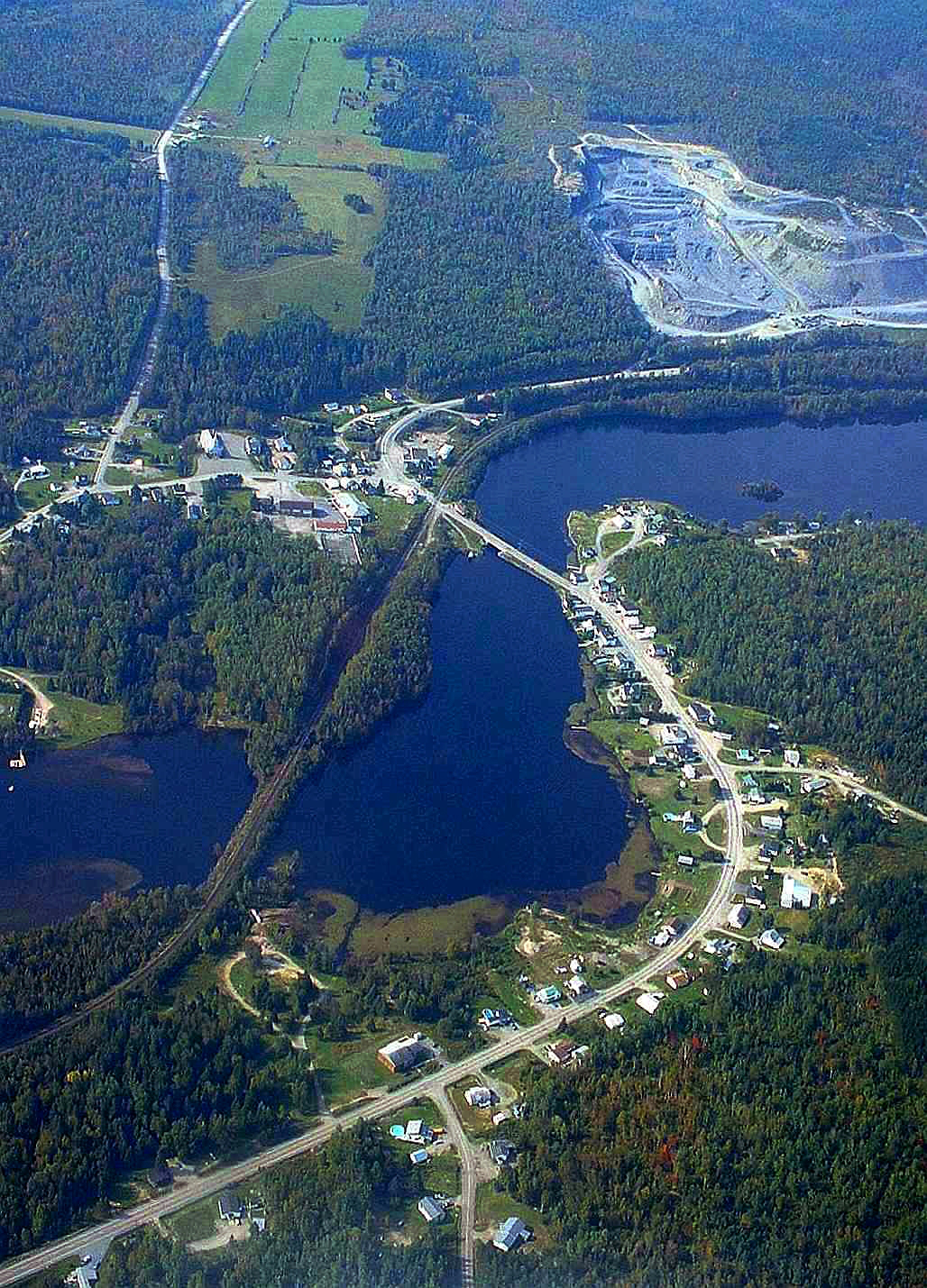
Saint-Marc-du-Lac-Long.

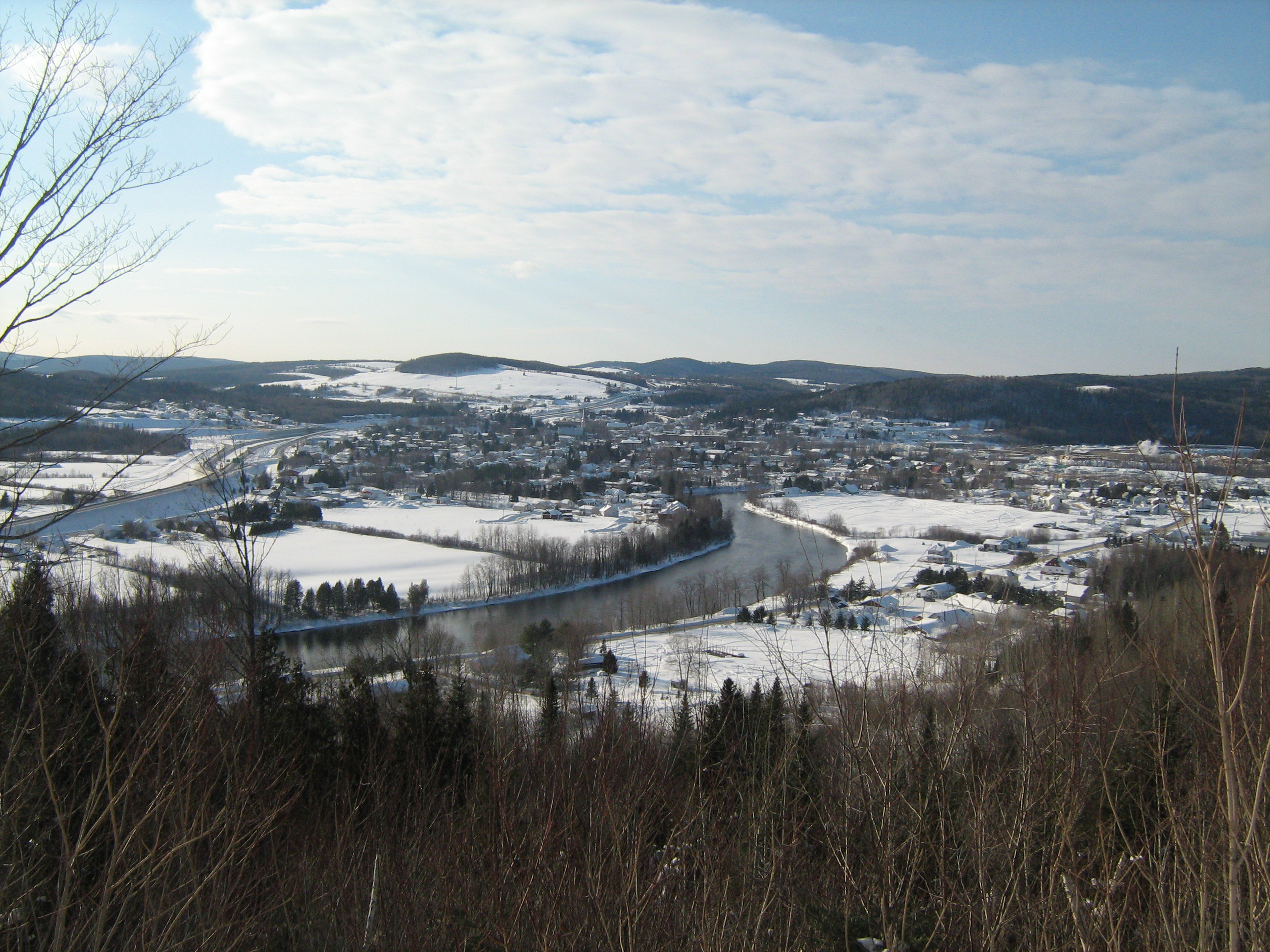
Dégelis.

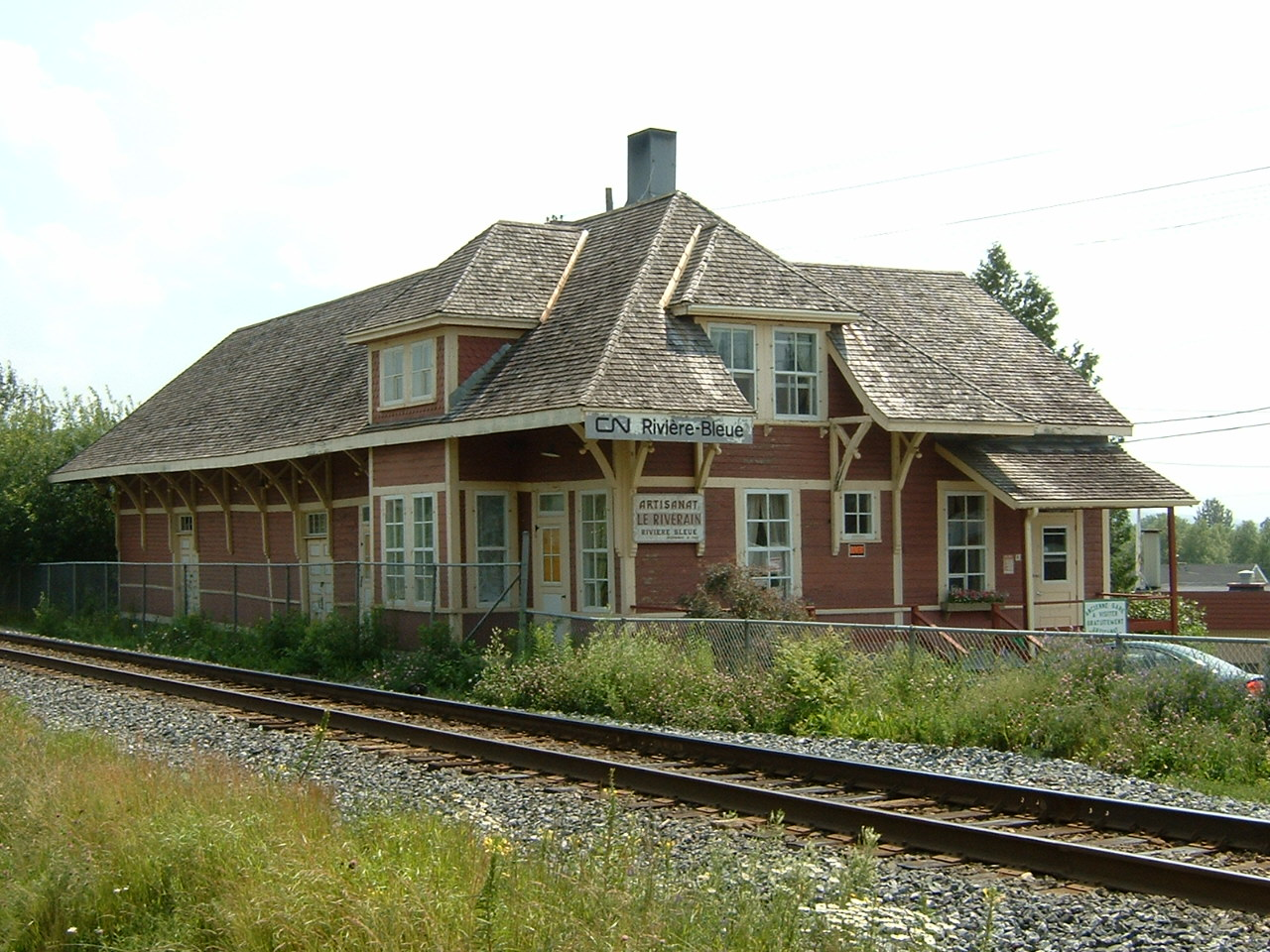
Estación de Rivière-Bleue.

Las ciudades más pobladas son Témiscouata-sur-le-Lac, Dégelis y Pohénégamook.`
|        | Clase                          | Orientación | Odónimo                  | De                          | A                       | Municipios del MRC                                                                           |
| A 85   | Autopista                      | NS          | Autoroute Claude-Béchard | Rivière-du-Loup             | Dégelis                 | Saint-Louis-du-Ha! Ha!, Témiscouata-sur-le-Lac, Dégelis                                      |
| QC 185 | Carretera nacional             | NS          | Chemin du Portage        | Rivière-du-Loup             | Saint-Louis-du-Ha! Ha!  | Saint-Honoré-de-Témiscouata, Saint-Louis-du-Ha! Ha!                                          |
| QC 232 | Carretera regional y colectora | EO          | .                        | Rivière-Bleue               | Rimouski                | Rivière-Bleue, Saint-Eusèbe, Témiscouata-sur-le-Lac, Saint-Michel-du-Squatec, Lac-des-Aigles |
| QC 289 | Carretera regional             | NS          | .                        | Saint-André                 | Pohénégamook            | Saint-Jean-de-la-Lande, Saint-Marc-du-Lac-Long, Rivière-Bleue, Pohénégamook                  |
| QC 291 | Carretera colectora            | NS          |                          | Saint-Honoré-de-Témiscouata | Rivière-du-Loup         | Saint-Honoré-de-Témiscouata                                                                  |
| QC 293 | Carretera regional             | NS          | .                        | Témiscouata-sur-le-Lac      | Trois-Pistoles          | Témiscouata-sur-le-Lac, Saint-Pierre-de-Lamy                                                 |
| QC 295 | Carretera colectora            | NS          | .                        | Dégelis                     | Saint-Jean-de-Dieu      | Dégelis, Saint-Juste-du-Lac, Auclair, Lejeune, Saint-Michel-du-Squatec                       |
| QC 296 | Carretera colectora            | NS          | .                        | Sainte-Françoise            | Saint-Michel-du-Squatec | Lac-des-Aigles, Biencourt, Saint-Michel-du-Squatec                                           |

## Historia
Jal, subregión que junta Saint-Juste-du-Lac, Auclair y Lejeune, fue, en los años 1970, el luego de una experiencia de desarrollo económico comunitario basado sobre la bosque y el turismo, contra un proyecto del Gobierno de Quebec de cerrar estos pueblos. El MRC, creado el 1 de enero de 1982, sucedió al antiguo condado de Témiscouata.

## Política
La prefecta actual (2015) es Guylaine Sirois, elegida en 2013.
|           | Número de candidatos | Prefecto elegido | % votos |
| 2005-2009 | 3                    | Serge Fortin     | .       |
| 2009-2013 | 1                    | Serge Fortin     | …       |
| 2013-2017 | 3                    | Guylaine Sirois  | 52,8 %  |

El territorio del MRC forma parte de las circunscripciones electorales de Rivière-du-Loup–Témiscouata a nivel provincial y de Rimouski-Neigette—Témiscouata—Les Basques a nivel federal.

## Demografía
Según el censo de Canadá de 2011, Témiscouata contaba con 20 572 habitantes. La densidad de población estaba de 5,3 hab./km². Entre 2006 y 2011 hubo una diminución de 1213 habitantes (5,6 %). En 2011, el número total de inmuebles particulares era de 10 627, de los cuales 8954 estaban ocupados por residentes habituales, otros siendo desocupados o residencias secundarias.
Evolución de la población total, 1991-2015

## Economía
La agricultura, la explotación forestal y el turismo son las principales actividades económicas del MRC.

## Comunidades locales
Hay 19 municipios en el MRC de Témiscouata.
| Código | Nombre                      | Tipo      | Fecha de constitución | Superficie total (km²) | Superficie agua (km²) | Superficie tierra (km²) | Población 2015 | Gentilicio (en francés) | Densidad (hab./km²) | DT | Número de concejales | CEP                         | CEF                                       |
| ------ | --------------------------- | --------- | --------------------- | ---------------------- | --------------------- | ----------------------- | -------------- | ----------------------- | ------------------- | -- | -------------------- | --------------------------- | ----------------------------------------- |
| 13005  | Dégelis                     | Ciudad    | 13.12.1969            | 571,00                 | 10,92                 | 560,08                  | 2980           | Dégelisien, ne*         | 5,3                 | S  | 6                    | Rivière-du-Loup–Témiscouata | Rimouski-Neigette—Témiscouata—Les Basques |
| 13010  | Saint-Jean-de-la-Lande      | Municipio | 01.01.1965            | 109,59                 | 2,37                  | 107,22                  | 311            | Jeannois, e⁰            | 2,9                 | S  | 6                    | Rivière-du-Loup–Témiscouata | Rimouski-Neigette—Témiscouata—Les Basques |
| 13015  | Packington                  | Parroquia | 06.10.1925            | 123,86                 | 4,92                  | 118,94                  | 619            | Packingtonnais, e*      | 5,2                 | S  | 6                    | Rivière-du-Loup–Témiscouata | Rimouski-Neigette—Témiscouata—Les Basques |
| 13020  | Saint-Marc-du-Lac-Long      | Parroquia | 11.06.1938            | 156,71                 | 7,65                  | 149,06                  | 423            | Marcois, e*             | 2,8                 | S  | 6                    | Rivière-du-Loup–Témiscouata | Rimouski-Neigette—Témiscouata—Les Basques |
| 13025  | Rivière-Bleue               | Municipio | 14.06.1975            | 181,27                 | 8,48                  | 172,79                  | 1275           | Riverain, e*            | 7,4                 | S  | 6                    | Rivière-du-Loup–Témiscouata | Rimouski-Neigette—Témiscouata—Les Basques |
| 13030  | Saint-Eusèbe                | Parroquia | 05.01.1911            | 131,75                 | 0,61                  | 131,14                  | 626            | Eusèbien, ne*           | 4,8                 | S  | 6                    | Rivière-du-Loup–Témiscouata | Rimouski-Neigette—Témiscouata—Les Basques |
| 13040  | Saint-Just-du-Lac           | Municipio | 23.05.1923            | 189,30                 | 25,71                 | 163,59                  | 591            | Lacjustois, e*          | 3,6                 | S  | 6                    | Rivière-du-Loup–Témiscouata | Rimouski-Neigette—Témiscouata—Les Basques |
| 13045  | Auclair                     | Municipio | 01.01.1954            | 109,72                 | 5,31                  | 104,41                  | 442            | Auclairois, e*          | 4,2                 | S  | 6                    | Rivière-du-Loup–Témiscouata | Rimouski-Neigette—Témiscouata—Les Basques |
| 13050  | Lejeune                     | Municipio | 01.01.1964            | 274,69                 | 7,88                  | 266,81                  | 297            | Lejeunois, e*           | 1,1                 | S  | 6                    | Rivière-du-Loup–Témiscouata | Rimouski-Neigette—Témiscouata—Les Basques |
| 13055  | Biencourt                   | Municipio | 01.01.1947            | 189,31                 | 2,11                  | 187,20                  | 464            | Biencourtois, e*        | 2,6                 | S  | 6                    | Rivière-du-Loup–Témiscouata | Rimouski-Neigette—Témiscouata—Les Basques |
| 13060  | Lac-des-Aigles              | Municipio | 01.01.1948            | 90,93                  | 4,22                  | 86,71                   | 534            | Aiglois, e*             | 6,2                 | S  | 6                    | Rivière-du-Loup–Témiscouata | Rimouski-Neigette—Témiscouata—Les Basques |
| 13065  | Saint-Michel-du-Squatec     | Municipio | 16.04.1928            | 389,05                 | 23,22                 | 365,83                  | 1184           | Squatécois, e*          | 3,2                 | S  | 6                    | Rivière-du-Loup–Témiscouata | Rimouski-Neigette—Témiscouata—Les Basques |
| 13073  | Témiscouata-sur-le-Lac      | Ciudad    | 05.05.2010            | 247,15                 | 30,66                 | 216,49                  | 5041           | Témilacois, e*          | 23,3                | D  | 6                    | Rivière-du-Loup–Témiscouata | Rimouski-Neigette—Témiscouata—Les Basques |
| 13075  | Saint-Pierre-de-Lamy        | Municipio | 04.06.1977            | 114,87                 | 1,82                  | 113,05                  | 117            | Saint-Pierrien, ne⁰     | 1,0                 | D  | 6                    | Rivière-du-Loup–Témiscouata | Rimouski-Neigette—Témiscouata—Les Basques |
| 13080  | Saint-Louis-du-Ha! Ha!      | Municipio | 14.07.1874            | 111,15                 | 1,07                  | 110,08                  | 1300           | Louisien, ne*           | 11,8                | S  | 6                    | Rivière-du-Loup–Témiscouata | Rimouski-Neigette—Témiscouata—Les Basques |
| 13085  | Saint-Elzéar-de-Témiscouata | Municipio | 19.11.1938            | 151,53                 | 0,29                  | 151,24                  | 352            | Saint-Elzéaréen, ne*    | 2,3                 | S  | 6                    | Rivière-du-Loup–Témiscouata | Rimouski-Neigette—Témiscouata—Les Basques |
| 13090  | Saint-Honoré-de-Témiscouata | Municipio | 01.01.1881            | 263,65                 | 1,32                  | 262,33                  | 762            | Honorois, e*            | 2,9                 | S  | 6                    | Rivière-du-Loup–Témiscouata | Rimouski-Neigette—Témiscouata—Les Basques |
| 13095  | Pohénégamook                | Ciudad    | 03.11.1973            | 351,36                 | 10,25                 | 341,11                  | 2648           | Pohénégamookois, e*     | 7,8                 | D  | 6                    | Rivière-du-Loup–Témiscouata | Rimouski-Neigette—Témiscouata—Les Basques |
| 13100  | Saint-Athanase              | Municipio | 01.01.1955            | 292,44                 | 2,05                  | 290,39                  | 291            | Athanasois, e*          | 1,0                 | S  | 6                    | Rivière-du-Loup–Témiscouata | Rimouski-Neigette—Témiscouata—Les Basques |
| 130    | Témiscouata                 | MRC       | 01.01.1982            | 4049,33                | 150,86                | 3898,47                 | 20 277         | Témiscouatain, e        | 5,2                 | …  | …                    | Rivière-du-Loup–Témiscouata | Rimouski-Neigette—Témiscouata—Les Basques |

DT división territorial, D distritos, S sin división; CEP circunscripción electoral provincial, CEF circunscripción electoral federal; * Oficial, ⁰ No oficial